# Batis ituriensis
Batis ituriensis е вид птица от семейство Platysteiridae.

## Разпространение
Видът е разпространен в Демократична република Конго и Уганда.